# اصفهاآباد
اصفهاآباد یک منطقهٔ مسکونی در ایران است که در دهستان سنجبد جنوبی واقع شده‌است. براساس سرشماری مرکز آمار ایران در سال ۱۳۹۵، این روستا کمتر از سه خانوار جمعیت داشته‌است.